# Специјални резерват природе Гоч—Гвоздац
Специјални резерват природе Гоч обухвата саму планину Гоч и предео око ње. На основу Уредбе Владе Републике Србије бр. 2981, 2014. године шумски комплекс Гоч-Гвоздац је проглашен Специјалним резерватом природе II категорије.

## Географски положај
Планински масив Гоча простире се између река Ибра и Западне Мораве, 30 км југоисточно од Краљева и 202 км од Београда. Његова надморска висина креће се између 300 и 1,154 метара. На источној страни покривен је богатим и лепим шумама, а са запада сав је у голетима и камењару. Према северу овај масив је повезан са планином Столови, а према југу се наслања на масив Копаоник. Политички припада двема општинама - Краљеву и Врњачкој Бањи. Планински масив Гоча заступљен је на територији општине Краљево деловима слива Гвоздачке реке и реке Сокоље.

## Гљиве
Гљиве Гоча су посебна прича. Такву резноврсност врста врло је тешко наћи на релативно малом простору. Због доста удаљених насеља и путева од резервата Гоч постоји доста врста гљива, али не само гљива већ и осталих биљака и животиња.

## Фауна и флора
По неким подацима на Гочу има 40 процената укупне балканске флоре и фауне. На Гочу се може наћи више лековитих и јестивих биљака него на Копаонику, Златибору и Тари заједно. Захваљујући природним одликама, превасходно очувању биолошке разноврсности и шумским заједницама, као и лепоти предела, погодној клими, богатству река и створеним вредностима, планина Гоч у потпуности испуњава услове за заштиту као Специјални резерват природе. На ширем подручју Гоча констатовано је 27 врста сисара. У Гроздачкој и Брезанској реци, као и на ширем простору Гоча, живи видра која је законом заштићена као природна реткост. Ова врста је индикатор незагађености вода и богатства ихтиофауне. На европској и светској Црвеној листи означена је као рањива.

### Видра
Видра, врста из породице куна, изузетно прилагођена животу у слаткој води. Познате су као веома вешти пливачи. Видре имају густо и врло покретно тело. Грађа тела им је изузетно оспособљена за роњење. У води могу издржати изузетно дуго, а за хватање плена се служе оштрим и снажним зубима.